# غاندارا
غاندرا الاسم القديم لمنطقة تقع في المنطقة الشمالية الغربية من باكستان، حول بيشاور، وشملت وادي بيشاور وامتدت فيما بعد إلى كل من منطقة جلال أباد في أفغانستان الحديثة، وكذلك تاكسيلا في باكستان، كان يحكم المنطقة مملكة في الفترة حوالي (1400 ق.م - 535 ق.م) خلال الفترة الأخمينية والفترة الهلنستية، كانت عاصمتها تشارسادا.

## أعلام
- غندهاري